# David M. Potts (Politiker)

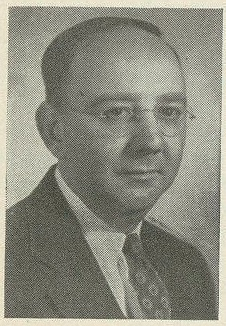
David M. Potts

David Matthew Potts (* 12. März 1906 in New York City; † 11. September 1976 in Bronxville, New York) war ein US-amerikanischer Jurist und Politiker. Zwischen 1947 und 1949 vertrat er den Bundesstaat New York im US-Repräsentantenhaus.

## Werdegang
David Matthew Potts besuchte er öffentliche Schulen. Zwischen 1927 und 1929 ging er auf das City College of New York. Er graduierte 1932 an der Brooklyn Law School der St. Lawrence University. Nach dem Erhalten seiner Zulassung als Anwalt 1933 begann er in New York City zu praktizieren. 1945 war er Counsel im New York Senate Committee on Affairs von New York City. Politisch gehörte er der Republikanischen Partei an.
Bei den Kongresswahlen des Jahres 1946 für den 80. Kongress wurde Potts im 26. Wahlbezirk von New York in das US-Repräsentantenhaus in Washington, D.C. gewählt, wo er am 4. Januar 1947 die Nachfolge von Peter A. Quinn antrat. Er erlitt bei seiner erneuten Kandidatur 1948 eine Niederlage und schied nach dem 3. Januar 1949 aus dem Kongress aus.
Nach seiner Kongresszeit ging er wieder seiner Tätigkeit als Anwalt nach. Gouverneur Thomas E. Dewey ernannte ihn zum Vormundschafts- und Nachlassrichter im Bronx County – ein Posten, den er vom November 1951 bis Januar 1953 innehatte. Im Juni 1953 war er als Special Referee in der Appellate Division im First Department vom New York Supreme Court tätig. Dann wurde er Seniorpartner bei Kadel, Wilson & Potts. Er hielt den Posten bis zu seinem Tod am 11. September 1976 in Bronxville. Sein Leichnam wurde dann im Ferncliff Mausoleum in Hartsdale beigesetzt.